# Los mejores años de nuestra vida
Los mejores años de nuestra vida (The Best Years of Our Lives) es una película estadounidense de 1946 dirigida por William Wyler y con Fredric March, Myrna Loy, Teresa Wright, Virginia Mayo y Dana Andrews en los papeles principales. Está basada en la novela de 1945 Glory for Me, de MacKinlay Kantor. 
Obtuvo varios premios cinematográficos estadounidenses y europeos, entre ellos siete Premios Óscar, incluidos los de mejor película, director, actor (Fredric March) y actor secundario (Harold Russell). 
En 1989, fue incluida entre las obras cinematográficas que conserva el National Film Registry de la Biblioteca del Congreso de Estados Unidos por ser consideradas «cultural, histórica o estéticamente significativas».

## Sinopsis
Terminada la Segunda Guerra Mundial, tres combatientes que regresan a su ciudad realizan juntos la etapa final del viaje y entablan amistad. Cada uno se encuentra, a su manera, con dificultades para adaptarse de nuevo a una vida normal.

## Argumento
Tres veteranos estadounidenses al regreso de la Segunda Guerra Mundial se conocen en un vuelo a su ciudad natal de Boone City, en el Medio Oeste: el bombardero y capitán de la fuerza aérea Fred Derry, el  suboficial de la Marina Homer Parrish y el sargento del ejército Al Stephenson. Cada uno había dejado atrás una vida muy diferente:
Fred Derry era un camarero en una cafetería de una farmacia que vivía con sus padres en la sección de clase baja de la ciudad. Antes de embarcarse, Fred se casó con una mujer ambiciosa llamada Marie después de un romance vertiginoso. Desde entonces, Marie ha estado trabajando en un club nocturno para llenar su tiempo (y su vida nocturna) a pesar de la generosa paga de combate de Fred como oficial de la Fuerza Aérea.
Al Stephenson era ejecutivo de un banco y vivía en un apartamento de lujo con su esposa, Millie, y sus hijos adolescentes, Peggy y Rob.
Homer Parrish era un atleta estrella de la escuela secundaria que vivía con sus padres de clase media y su hermana menor. Homer había estado saliendo con su vecina de al lado, Wilma, con quien tenía la intención de casarse a su regreso de la guerra.
Cada hombre enfrenta desafíos para reintegrarse a la vida civil. Homer perdió ambas manos en la guerra y, aunque ha aprendido a usar sus ganchos mecánicos, no puede creer que Wilma todavía quiera casarse con él. Al, cansado y hastiado de la guerra, regresa al banco y recibe un ascenso, pero lucha con el alcohol. Aunque está muy condecorado, Fred sufre de TEPT flashbacks por la noche.
Fred llega a casa y no puede localizar a su esposa, una chica fiestera que no lo espera. Los Stephenson y su hija Peggy invitan a Fred a pasar la noche con ellos y van de bar en bar para celebrar el regreso de Al. Fred, ebrio, no deja de preguntarle a Peggy quién es ella, y ella le recuerda que es "la hija de Al".
Aunque es competente en el manejo de los desafíos de su discapacidad, Homer se siente frustrado por su pérdida de independencia y por adaptarse a su relación con Wilma. Preocupado porque Wilma no comprende del todo las dificultades de estar casada con él con sus discapacidades, Homer le demuestra que tendrá que ayudarlo a la hora de acostarse cuando se quite el arnés con sus manos protésicas, dejándolo indefenso. Wilma cree que puede comprometerse con él de por vida.
Al sigue luchando por volver a la vida normal. Al es ampliamente respetado por la alta dirección del banco por su perspicacia empresarial, pero recibe críticas tras aprobar un préstamo sin garantía a un granjero y compañero veterano que quiere comprar cuarenta acres, pero no tiene garantías para la compra. Con las inhibiciones reducidas por el consumo excesivo de alcohol, Al da un discurso en un banquete que satiriza la exigencia de que un veterano proporcione garantías antes de arriesgar su vida para tomar una colina en batalla.
Incapaz de encontrar un trabajo mejor que el de vendedor de refrescos, Fred vuelve a la misma farmacia. Fred y Peggy desarrollan una atracción mutua, lo que pone al casado Fred en desacuerdo con Al. Cuando Homer visita a Fred en la farmacia, otro cliente critica la participación de los Estados Unidos en la guerra, diciéndole a Homer que sus heridas fueron innecesarias. Homer responde enojado y Fred interviene en su nombre, golpeando al cliente y, en consecuencia, es despedido. Mientras tanto, Marie, frustrada por su falta de éxito financiero y extrañando su vida nocturna pasada, decide divorciarse. Amargado y sin ver ningún futuro en Boone City, particularmente con Al diciéndole a Fred que se mantenga alejado de Peggy, Fred decide tomar el próximo avión que salga. Mientras espera en el aeropuerto, Fred entra en un cementerio de aviones y se sube a un bombardero B-17 fuera de servicio. Sentado en el asiento del bombardero, Fred tiene otro flashback. Un capataz de la cuadrilla de trabajo lo saca de sus estresantes recuerdos y le revela que los aviones están siendo demolidos para su uso en la creciente industria de las viviendas prefabricadas. Fred pregunta si necesitan ayuda en el negocio en ciernes y es contratado.
Al, Millie y Peggy asisten a la boda de Homer y Wilma, donde Fred es el padrino. Ahora divorciado, Fred se reúne con Peggy después de la ceremonia. Fred expresa su amor, pero dice que las cosas pueden ser difíciles económicamente si ella se queda con él. La sonrisa de Peggy expresa su alegría.

## Reparto
- Myrna Loy - Milly Stephenson
- Fredric March - Al Stephenson, sargento técnico
- Dana Andrews - Capitán Fred Derry
- Teresa Wright - Peggy Stephenson
- Virginia Mayo - Marie Derry
- Cathy O'Donnell - Wilma Cameron
- Hoagy Carmichael - Tío Butch
- Harold Russell - Homer Parish, suboficial de 2 clase
- Gladys George - Hortense Derry
- Roman Bohnen - Pat Derry
- Ray Collins – Señor Milton
- Minna Gombell - Señora Parish
- Walter Baldwin – Señor Parish
- Steve Cochran - Cliff
- Dorothy Adams - Señora Cameron
- Don Beddoe – Señor Cameron
- Charles Halton - Prew
- Ray Teal - Señor Mollett
- Erskine Sanford - Bullard
- Victor Cutler – Woody

## Comentarios
El proyecto de rodaje de esta película fue encargado al dramaturgo y guionista Robert Sherwood y al director William Wyler cuando estos estaban en un momento profesional bastante poco creativo. Sherwood se dedicaba a escribir los discursos del presidente Roosevelt y Wyler había estado haciendo documentales sobre la primera línea de fuego, motivo por el que se había quedado parcialmente sordo.
A pesar de ser un gran éxito de público y de crítica, fue una de las películas vigiladas en la llamada caza de brujas del senador Joseph McCarthy por considerarla de contenido subversivo, al hablar de la adaptación a la paz y lo complicado que puede resultar. El Comité de Actividades Antiamericanas planteó convocar a Robert Sherwood, el guionista, por el contenido sospechoso de ciertas escenas, pero finalmente no lo hizo gracias a la intervención directa de Samuel Goldwyn, uno de los fundadores de la MGM, y amigo íntimo de Sherwood.
Harold Russell, verdadero mutilado de guerra, se interpretó a sí mismo y se convirtió en el primer y único actor en obtener dos Premios Óscar por el mismo papel en la misma película (al mejor actor secundario y un Óscar especial honorífico).

## Producción
El director Wyler había volado misiones de combate en Europa al filmar a Memphis Belle (1944), y trabajó duro para obtener representaciones precisas de los veteranos de combate que había encontrado. Wyler cambió el casting original que había presentado a un veterano que sufría de un trastorno de estrés postraumático, y buscó a Harold Russell, un no actor, para asumir el papel exacto de Homer Parrish. 
Para la película, les pidió a los actores principales que compraran su propia ropa, para conectarse con la vida cotidiana y producir un sentimiento auténtico. Otros toques de Wyler incluyeron la construcción de conjuntos de tamaño real, que iban en contra de los conjuntos estándar más grandes que eran más adecuados para las posiciones de la cámara. El impacto para el público fue inmediato, ya que cada escena se desarrolló de manera realista y natural.

## Premios
Óscar 1946
| Categoría              | Ganador            |
| ---------------------- | ------------------ |
| Mejor película         |                    |
| Mejor director         | William Wyler      |
| Mejor actor            | Fredric March      |
| Mejor actor de reparto | Harold Russell     |
| Mejor guion adaptado   | Robert E. Sherwood |
| Mejor música (drama)   | Hugo Friedhoffer   |
| Mejor montaje          | Daniel Mandell     |

Tercera edición de las Medallas del Círculo de Escritores Cinematográficos
| Categoría                 | Ganador                          |
| ------------------------- | -------------------------------- |
| Mejor película extranjera | Los mejores años de nuestra vida |